# Британська колонізація Америки
Британська колонізація Північної та Південної Америки полягала у заселенні незайманих земель та захопленні чужих територій з подальшим їх заселенням. Цей процес відбувався під егідою королівств Англії та Шотландії, як до, так і після укладення Акту про Унію у 1707 році, яким було утворено Королівство Великої Британії.

## Початки колонізації
Процес розпочався у 1585 році з острова Роанок, розташованого у Північній Кароліні, і досяг свого апогею, коли були засновані колонії по всій Америці. Англійці, а пізніше британці, стали одними з найважливіших колонізаторів Америки. Їхня американська імперія досягла такого рівня, що почала конкурувати у військовій та економічній сферах з іспанськими колоніями.
Англійська, шотландська, уельська та ірландська колонізації викликали драматичні зміни серед корінних цивілізацій Америки, безпосередньо через застосування зброї та військової сили, а також через руйнування культури та хвороби, привезені зі Старого світу. Відносини між колоністами та тубільцями варіювалися від партнерства в торгівлі до збройних конфліктів. Багато корінних народів мали вже довгу історію воєн. Швидкість, тиша і лютість їхніх нападів мали руйнівний характер проти колоніального стилю ведення війни, але колоністи виявились успішнішими в довгостроковій перспективі. Торгівля з корінним населенням займала важливе місце в англійській, а пізніше в британській, колонізаційній політиці, хоча вони також значною мірою сприяли заселенню та розвитку.

На піку розквіту Британської імперії в Америці у 18 столітті існували три типи колоній: статутні, власні та коронні. Після Першої світової війни британські території в Північній та Південній Америці отримали більш відповідальне правління, поки вони поступово здобували незалежність у середині 20-го століття. Таким чином, дві країни в Північній Америці, десять в Карибському морі та одна в Південній Америці отримали незалежність від Сполученого Королівства. Сьогодні Сполучене Королівство зберігає вісім заморських територій в Америці, яким надає різний рівень самоврядування. Крім того, дев’ять колишніх британських володінь в Америці, які зараз є незалежними від Сполученого Королівства, входять до Королівства Співдружності.

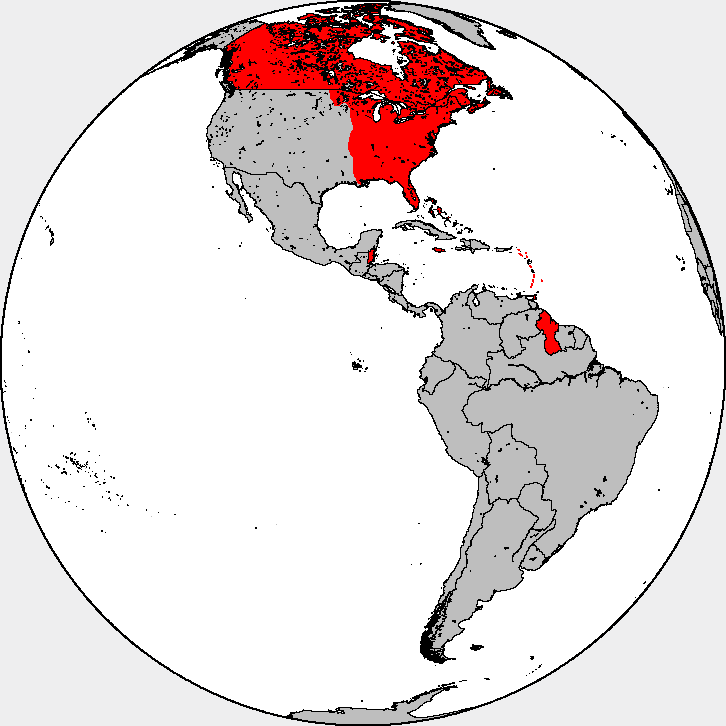
Британія в Америці (неповна)

## Північна Америка

### Добританська колонізація Північної Америки

#### Англійські колонії в Північній Америці
Ряд англійських колоній виник у рамках системи незалежної власності губернаторів, яких призначали згідно з меркантильними статутами на англійських акціонерних товариствах з метою відкриття та заснування нових поселень. Найбільш відомою серед них є Компанія Вірджинії, яка вперше заснувала успішне англійське поселення в Джеймстауні, а пізніше — друге в Сент-Джорджу на Бермудах.
Англія взяла контроль над голландською колонією Нова Голландія, яку перейменовано на Нью-Йорк у 1664 році, а згодом — колишньою Новою Швецією (зараз це штат Делавер), яку раніше завоювали голландці.

#### Шотландські колонії в Північній Америці
Королівство Шотландії не зазнало успіху із заснуванням колонії в Дар'єні, яка проіснувала як Nova Scotia (Нова Шотландія) з 1629 по 1632 рік. Тисячі шотландців також брали участь в англійській колонізації ще до об'єднання обидвох країн в 1707 році у Королівство Великої Британії.

### Британські колонії в Північній Америці
Королівство Великої Британія отримало французьку колонію Акаді в 1713 році, а потім Канаду та іспанську колонію Флориду в 1763 році. Після того, як колишню французьку Канаду перейменували на Провінцію Квебек, її розділили на дві провінції — Канади, яка складалася з раніше заснованої Нижньої Канади (нині Квебек) та нової Верхньої Канади (нині Онтаріо).
На півночі Компанія Гудзонової затоки активно торгувала хутром з індіанцями, чим надзвичайно конкурувала з французькими та корінними торговцями хутром. Компанія отримала контроль над усім басейном Гудзонової затоки, який називається Землею Руперта. Маленька частина басейну Гудзонової затоки на південь від 49-ї паралелі відійшла до США згідно з англо-американською конвенцією 1818 року.
Тринадцять колоній Великої Британії повстали у війні за незалежність США у 1775 році, які були визнані на міжнародному рівні окремою країною під час підписання Паризького мирного договору 3 вересня 1783 року.
Велика Британія також колонізувала західне узбережжя Північної Америки, опосередковано, через ліцензії Компанії Гудзонової затоки, на захід від Скелястих гір, та хутрових районів округу Колумбія та Нова Каледонія, більшість території якого було проголошено округом Орегон Сполучених Штатів Америки від 1818 року, коли згідно з Орегонським договором 1846 року була створена 49-а паралель як міжнародний кордон на захід від Скелястих гір. Колонії острова Ванкувер, засновані в 1849 році, та Британська Колумбія, заснована в 1858 році, були об'єднані в 1866 році, доки не приєдналися до Конфедерації в 1871 році. Британська Колумбія була також розширена завдяки Території Скітін в 1863 році, а після входження до складу Конфедерації також через приєднання Блоку річки Піс, раніше частина Землі Руперта.
У 1867 році колонії Нью-Брансвік, Нова Шотландія та Провінція Канада (південна частина сучасної провінції Онтаріо і Квебек) були об'єднані в автономний домініон, Канаду, в рамках Британської імперії. Квебек (у тому числі південна частина Онтаріо) і Нову Шотландію (в тому числі Нью-Брансвік та острів Принца Едварда) французи передали Британії. Впродовж наступних шести років були приєднані колонії острова Принца Едварда і Британська Колумбія, в 1949 році — Ньюфаундленд. Земля Руперта та Північно-Західна територія приєдналися до Канади в 1870 році.

#### Список англійських та британських колоній в Північній Америці

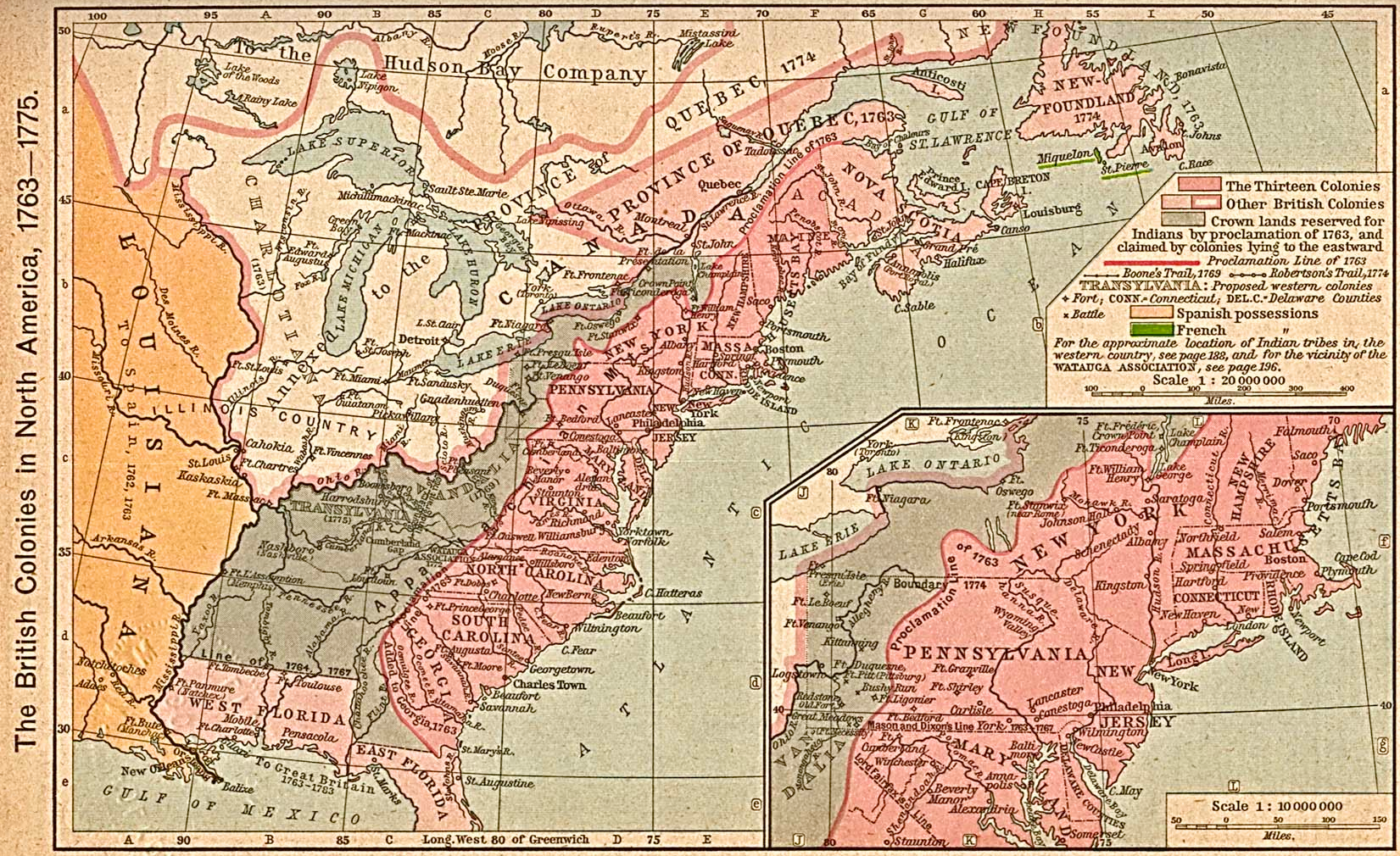
Британські колонії в Північній Америці, 1763–1775

- Колонія Роанок — заснована у 1585 році, покинута наступного року, вдруге заснована 1587 року, але зникла (відома також як зникла колонія);
- Острів Каттіханк — заснована Бартолом'ю Госнольдом в 1602 році як маленький форт та торговельний пост, покинутий через місяць;
- Компанія Вірджинії, заснована 1606 року стала Колонією Вірджинія 1624 року.

Лондонська компанія:
- Джеймстаун, Вірджинія — заснована в 1607 році;
- Бермуди — острови, розташовані в Північній Атлантиці, вперше заселені 1609 року Лондонською компанією Вірджинії;
- Генрікополіс — заснована 1611 року як альтернатива болотистому Джеймстауну та знищена 1622 року під час Індіанської різанини.

Плімутська компанія:
- Колонія Пофам — заснована 1607, покинута 1608 року.

Товариство торгових авантюристів (Ньюфаундленд):
- Бухта Купера — заснована 1610, покинута у 1620-х роках;
- Надія Бристоля — заснована 1618, покинута у 1630-х роках.

Лондонська та Бристольська компанія (Ньюфаундленд):
- Нью-Кембріоль — заснована 1617, покинута до 1637 року;
- Реньюс — заснована 1615, покинута 1619 року[1].

- Сейнт-Джонс, Ньюфаундленд — заснована Гемфрі Гілбертом у 1583 році, сезонні поселення близько 1520 року[2], неофіційно круглорічні оселення до 1620 року[3][4].

Плімутська рада для Нової Англії
- Плімутська колонія — заснована у 1620 році, об'єднана з колонією Массачусетської затоки у 1691 році;

- Ферріленд, Ньюфаундленд — у 1620 році була надана 1-му барону Балтимора Джорджу Кальверту, перші поселенці з'явилися в серпні 1621 року[5];
- Провінція Мен — надана 1622, продана колонії Массачусетської затоки у 1677 році;
- Південний Фолкленд, Ньюфаундленд — заснована у 1623 році 1-м вікаунтом Фолкленду Генрі Кері;
- Провінція Нью-Гемпшир, згодом Нью-Гемпшир — заселена у 1623 році;
- Колонія Дорчестерської компанії — неуспішна риболовецька колонія у Кейп Енн, заснована у 1624 році, сучасний Глоустер, Массачусетс;
- Колонія Салем — заснована у 1628 році, об'єднана з колонією Массачусетської затоки наступного року;
- Колонія Массачусетської затоки, згодом частина Массачусетсу — заснована у 1629 році;
- Нова Шотландія — 1629–1632 роки;
- Коннектикутська колонія, пізніше частина Коннектикуту — заснована у 1633 році;
- Провінція Меріленд, згодом Меріленд — заснована у 1634 році;
- Колонія Нью-Альбіон — заснована в 1634 році, зникла до 1649-50 років. Не плутати з Нью-Альбіон на узбережжі Тихого океану;
- Колонія Сейбрук — заснована у 1635 році, об'єднана з Коннектикутом у 1644 році;
- Колонія Род-Айленд та плантації Провіденса — вперше заселена у 1636 році;
- Колонія Нью-Хейвен — заснована у 1638 році, об'єднана з Коннектикутом у 1665 році;
- Острів Гардінерс — заснована у 1639 році, сьогодні це частина Іст-Гемптона, Нью-Йорк;
- Провінція Нью-Йорк — захоплена у 1664 році;
- Провінція Нью-Джерсі — захоплена у 1664 році;
- Провінція Пенсильванія, згодом Пенсільванія — заснована у 1681 році як англійська колонія, хоча першими поселенцями були голландці та шведи;
- Колонія Делавер, згодом Делавер, відділена від Пенсильванії у 1704 році;

Провінція Кароліна:
- Північна Кароліна — перше поселення у Роаноук у 1586 році, окрема колонія з 1710 року;
- Провінція Південна Кароліна — перше постійне поселення у 1670 році, стала окремою колонією з 1710 року.

Провінція Джорджія, згодом Джорджія — перше поселення близько 1670 року, формально колонія з 1732 року.
- Нова Шотландія — місце попередньої шотландської колонії в 1629 році, британська колонія з 1713 року;
- Квебек — за правління Франції називалась Канадою. Канада була найбільш заселеною територією Нової Франції. Британці здобули повний контроль над французькою Канадою у 1759–1761 впродовж Семирічної війни; назвою Франція поступилася згідно з Паризьким договором 1763 року;
- Східна Флорида і Західна Флорида — отримані від Іспанії у 1763 році в обмін на повернення Куби, забраної в Іспанії у 1761 році (див. Англо-іспанська війна (1761 — 1763)). Флориди були повернені Іспанії у 1783 році;
- Острів Сейн-Джон — відділений від Нової Шотландії у 1769 році, перейменований на острів Принца Едварда у 1798 році;
- Нью-Брунсвік — відділений від Нової Шотландії у 1784 році;
- Онтаріо — відділена від Квебеку як Провінція Верхня Канада до 1841 року;
- Провінція Канада — об'єднала колонії Квебек (Нижня Канада) та Онтаріо (Верхня Канада) з 1841 до 1867 року;
- Колонія Ванкувер — заснована у 1843 році Компанією Гудзонової затоки;
- Колонія Острови Королеви Шарлотти — заснована у 1852 році, об'єднана з колонією Ванкувер у 1863 році;
- Колонія Британська Колумбія — заснована у 1858 році, а у 1863 розширена, об'єднавши Територію Скітін та Острови Королеви Шарлотти;
- Сполучені колонії Ванкувера та Британської Колумбії — утворились, об'єднавши Ванкувер та Менленд. Назва Британська Колумбія була обрана для знову об'єднаної колонії, попри протести колоністів Ванкувера.

#### Неколоніальні британські території в Північній Америці
- Земля Руперта, територія компанії Гудзонової затоки — заснована у 1670 році та передана новій Канаді у 1867 році як північно-західні території;
- Округ Колумбія — торговий округ Колумбійського відділення компанії Гудзонової затоки від 1821 року до Орегонського договору 1846 року, за яким більшість районів Колумбії були офіційно передані до Сполучених Штатів. Землі на південь від 49-ї паралелі були затверджені Орегонським договором, але питання власності та компенсації не були повністю вирішені до 1861 року;
- Нова Каледонія — хутровий округ. Перші поселенці з'явились у 1805 році, до 1821 року управлялась компанією Гудзонової затоки, у 1858 році включена до Британської Колумбії;
- Територія Стікін — засновано у 1862 році у відповідь на «золоту лихоманку» на річці Стікін, щоб запобігти американському поглинанню;
- Північно-західна територія — торгові землі компанії Гудзонової затоки, які займали землі на північ та північний захід від Землі Руперта після 1863 року, на північ від природного кордону Території Стікін по 62 паралелі. Її залишки були включені до Землі Юкон після того, як частина на південь від 60 паралелі була об'єднана з Британською Колумбією;
- Нью-Альбіон — ніколи не був заселеним, точне знаходження невідомо, проголошений Сером Френсісом Дрейком; один із прецедентів для британських домагань на Тихоокеанському Північно-Заході під час суперечки про кордони Орегона;
- Південно-східна Аляска була взята в оренду у Російської імперії з 1839 до 1867 року, доки оренда не була проігнорована росіянами та американцями а, згодом, і канадським та британськими імперськими урядами.

## Центральна та Південна Америка, Кариби

### Британські колонії в Карибському морі
З метою заселення або заснування:
- Сент-Кіттс — поселення на острові було засноване Сером Томасом Ворнером у 1623 році. Наступного року французи також заснували поселення на Сент-Кіттс. Після знищення жителів Карибів, британці та французи перекинулись один на одного, таким чином Сент-Кіттс декілька разів переходив з рук в руки, аж до підписання Паризького договору 1783 року, згідно з яким острів перейшов Британії. Незалежність він отримав у 1983 як Сент-Кіттс і Невіс;
- Барбадос — острів отримала Британська імперія у 1625 році, незалежність здобула у 1966;
- Невіс — постійні поселенці з'явилися у 1628 році. Незалежність здобув у 1983 як Сент-Кіттс.
- Острів Провіденсія — частина архіпелагу в південно-західній частині Карибського моря навпроти берега Нікарагуа, заселений у 1630 англійськими пуританами. У 1641 році колонію завоювали іспанці і все населення вимерло. Сьогодні острів Провіденсія в підпорядкуванні Колумбії. Колонія остова Провіденсія була побратимом колонії Массачусетської затоки;
- Антигуа — заселення острова розпочалося у 1632 році. Незалежність острів отримав у 1981 році у складі Антигуа і Барбуда;
- Барбуда — заселення острова розпочалося близько 1632. Незалежність отримав у 1981 році у складі Антигуа і Барбуда;
- Монтсеррат — заселення острова розпочалося у 1632. У 1664-68 та 1782-84 роках був окупований французами. Сьогодні це володіння Великої Британії;
- Багамські острови — заселення острова розпочалося у 1647 році. Незалежність отримав у 1973 році;
- Ангілья — перші поселення на острові з'явилися у 1650 році. З 1882 до 1967 був об'єднаний з островом Сейнт-Крістофер, після чого оголосив про свій суверенітет. У 1969 році Британія відновила свою владу на Ангільї;
- Ямайка — острів відвоювали в Іспанії у 1655 році. Незалежність здобув 1962;
- Британські Віргінські острови — заселення розпочалося у 1666 році. Сьогодні це володіння Великої Британії;
- Кайманові острови — у 1655 році Британія отримала ці острови, які сьогодні є її володіннями, від Іспанії;
- Острови Теркс і Кайкос — перші постійні поселення з'явилися у 1750-х. Сьогодні це володіння Великої Британії;
- Домініка — острів був захоплений французами в 1761 році, згодом французи повернули його знову з 1778 до 1783. Домініка стала незалежною у 1978 році;
- Тринідад і Тобаго — острів Тобаго захопили у 1762 році, а Тринідад в 1797 році. Обидва уряди були об'єднані у 1888 році. З 1962 року Тринідад і Тобаго неважна країна;
- Сент-Вінсент і Гренадини — острів Сент-Вінсент колонізували у 1762 році. У 1779 Франція захопила його, але вже в 1783 році повернула назад. З 1871 до 1958 острови були частиною колишньої колонії Британські Навітряні острови;
- Гренада — острів був відібраний у французів в 1778 році, згодом французи повернули його на період з 1779 до 1783. Гренада стала незалежною у 1974 році;
- Сент-Люсія — острів відібрали у французів у 1778 році, але повернули у 1783. У 1796 та 1803 був захоплений ще раз і став залишався постійно частиною Британії з 1814. Незалежність здобула у 1979 році.

### Британські колонії в Центральній та Південній Америці
- Беліз — починаючи з 1638 р.  англійські шукачі пригод використовували Беліз як джерело кампешевого дерева, що застосовували для фарбування бавовни. Ця територія була проголошена іспанською, але іспанці не заселили її або були не в змозі дати раду тубільцям. У 1717, 1730, 1754 та 1779 іспанці знищували британські колонії. Востаннє іспанці напали на британську колонію у 1798 році, але напад був відбитий. Колонія відома під назвою Британський Гондурас до 1973 року, з 1981 є незалежною державою Беліз;
- Москітовий берег (карибське узбережжя Нікарагуа) — перші поселенці з'явилися у 1630 році. З 1859 року перебував у складі Гондурасу. Коли у 1860 перейшов до Нікарагуа, ця територія була спірною, поки у 1965 був укладений договір, який врегулював питання, розділивши Москітовий берег серед двох країн;
- Британська Гвіана — перші колонії у Гвіані англійці почали засновувати на початку 17 ст. Згідно з Бредським договором, контроль над цими землями отримали голландці. Згодом Британії підпорядковувались тут декілька колоній. В обмін на Новий Амстердам, Британія поступилася Суринамом. Віденський конгрес 1815 віддав поселення Бербіс, Демерара та Ессекібо в Гвіані Великій Британії, які у 1831 році об'єдналися у Британську Гвіану. У 1966 році країна з назвою Гаяна здобула незалежність;
- Фолклендські острови — перша британська база 1765 року була покинута у 1776. Офіційно, Фолклендські острови — це автономні заморські території Об'єднаного Королівства Великої Британії, але за фактом є спірною територією між Аргентиною і Великою Британією, що адмініструється останньою.